# Władysław Walter
Władysław Walter, właściwie Władysław Walterejt (ur. 6 kwietnia 1887 w Warszawie, zm. 4 listopada 1959 w Łodzi) – polski aktor teatralny, filmowy, artysta kabaretowy, śpiewak (bas).

## Życiorys
Był synem Juliusza Walterejta i Katarzyny z Podbielskich. Najpierw studiował rysunek i rzeźbę w Muzeum Przemysłu i Rolnictwa w Warszawie, później związał się z zespołem aktorskim S. i W. Jarszewskich. Zadebiutował w 1906 w Krzyżopolu pod Odessą w roli Mandatariusza w Karpackich góralach. Z tym zespołem wyruszył na roczne tournée, objeżdżając Podole i Ukrainę, grając m.in. w Kijowie i w Białej Cerkwi. Po powrocie dzięki namowom matki ukończył klasę śpiewu w konserwatorium muzycznym (1910). Był też jednym z założycieli i czynnych członków warszawskiego chóru „Harfa”, znanego również pod nazwą „chór Lachmana”.
W sezonie 1911/12 został przyjęty do zespołu H. Czarneckiego w Lublinie i z nim występował w Wilnie. Z kolei w sezonie 1912/13 był członkiem towarzystwa dramatycznego J. Myszkowskiego. Od połowy 1913 aż do wybuchu II wojny światowej występował głównie w warszawskich teatrach i kabaretach: Nowoczesnym jako śpiewak-basista (1913), Małym (1914) i w Nowościach (od 1914 z przerwami do 1924).
W kwietniu 1914 został ranny w wypadku samochodowym na moście Poniatowskiego w Warszawie. W maju wystąpił z cyklem pieśni Schumanna i Schuberta, a w czerwcu w Teatrze Nowoczesnym brał udział w rewii motoryzacyjnej luźno opartej na swoim wypadku.
Podczas I wojny światowej był ochotnikiem na froncie. Ponieważ zachorował na tyfus, najpierw leczył się w szpitalu we Lwowie, a później powrócił do Warszawy jako niezdolny do służby i od października zaczął występować w Teatrze Małym, jedynym czynnym wówczas w Warszawie teatrze.

### Po I wojnie światowej

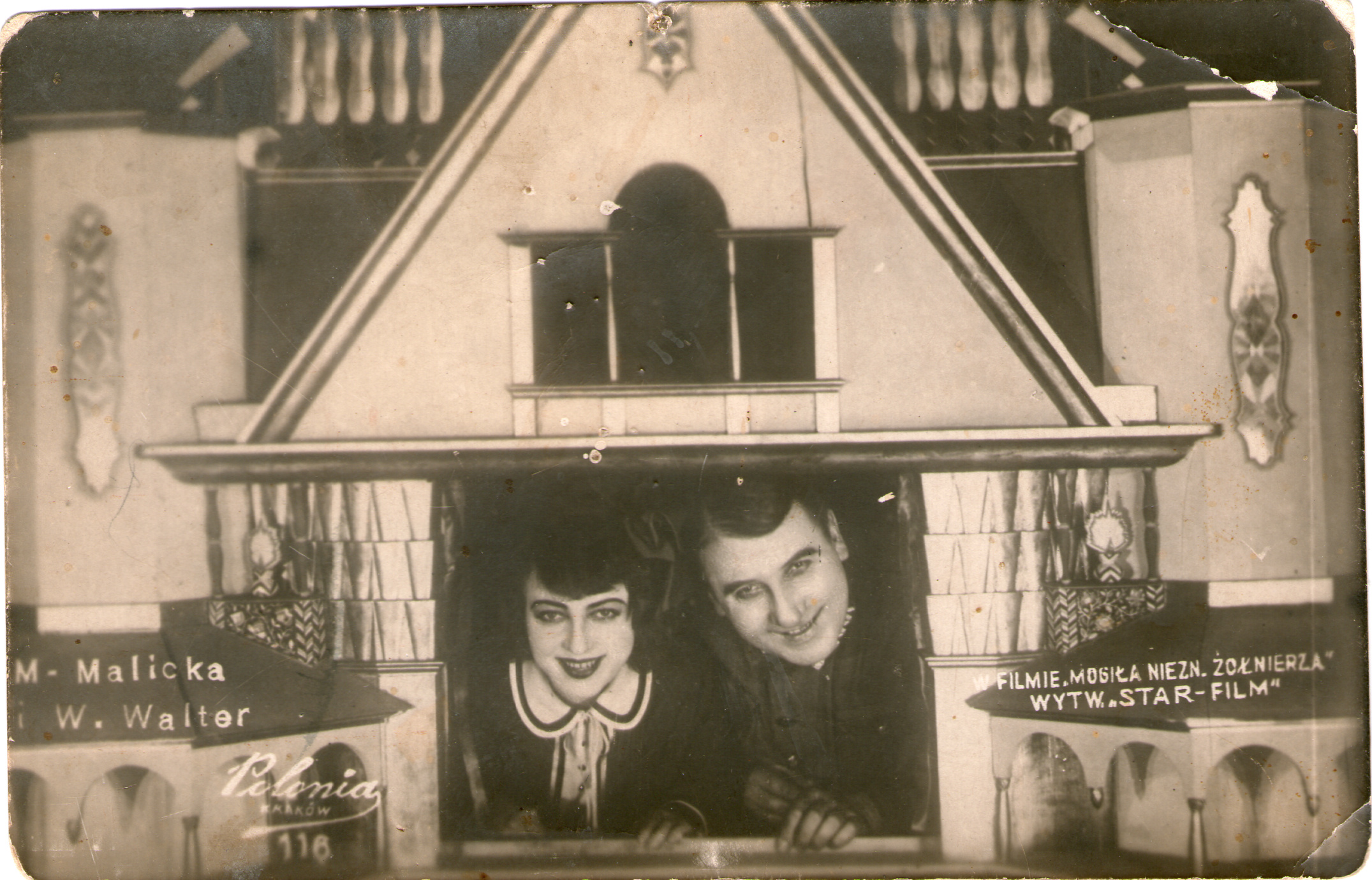
Pocztówka do filmu „Mogiła nieznanego żołnierza”

W rewii Warszawka i Krakusik grał Aleksandra Macedońskiego ucharakteryzowany na cesarza Wilhelma, śpiewającego Marsyliankę z polskim tekstem. Zachwycony jego występem Ludwik. Śliwiński zaangażował go do operetkowego Teatru Nowości, którego wkrótce stał się filarem.
31 grudnia 1918 Walter i Julian Krzewiński założyli w restauracji „Oaza” na Wierzbowej kabaret artystyczny.
Od czerwca 1921 występował gościnnie na scenach teatrów: „Bagatela”, „Miraż”, „Qui Pro Quo”, Teatru Rozmaitości i w „Stańczyku” (sezon 1923/24). 16 sierpnia 1924 Walter otworzył knajpę artystyczną przy ul. Śniadeckich „Cafe Walter”.
Kolejno występował w teatrach i kabaretach: Letnim (1924/25, X-XII 1932, IX-XIII 1933), Narodowym (1926, X 1932, IV 1938), U Ćwiklińskiej i Fertnera, „Nietoperzu”, „Wodewilu” (1927), „Nowym Perskim Oku” (listopad 1927), „Morskim Oku” (1929-31, 1933), „Wesołym Oku”, „Alhambrze”, „Hollywoodzie” (1933), Rozmaitości (październik 1933), „Wielkiej Operetce” (1934), „8.15” (1937), „Wielkiej Rewii” (1937-39), „Ali Babie” i „Tip-Topie” (1939). Występował także gościnnie w wielu innych miastach Polski (Częstochowie, Kaliszu).
W czasie okupacji niemieckiej grał w jawnych teatrach w Warszawie („Komedia”, „Kometa”, „Niebieski Motyl”, „Stara Mewa”, „Bohema”, „Skala”, „Nowy Miraż”, „Wesoła Banda”). W marcu 1944 grał gościnnie w krakowskim teatrze Powszechnym.

### Po II wojnie światowej
Po zakończeniu wojny występował w Łodzi w „Gongu” (1945-47), a także w krakowskim teatrze Kameralnym TUR (1946/47). W 1948 powrócił do Łodzi, gdzie występował do końca życia w teatrach: Osa (1948/49), Powszechnym (1949/50) i w teatrze im. Jaracza (1950–57).
26 I 1957 obchodził jubileusz pięćdziesięciolecia pracy artystycznej w roli Szambelana w Panu Jowialskim A. Fredry w Teatrze im. Stefana Jaracza w Łodzi. Ostatni raz wystąpił w Warszawie w marcu 1957, dając w Sali Kongresowej pięć koncertów 50 lat wspomnień W. Waltera i Spacerkiem po dawnej Warszawie.

### Podsumowanie
Był znakomitym aktorem charakterystycznym. Tworzył wybitne kreacje w teatrze, operze, operetce, kinie, a także w kabarecie. Był uwielbiany przez publiczność. Z powodu utraty głosu, wcześnie zakończył śpiewanie.
W repertuarze miał ponad pięćset ról. Na scenie stworzył wiele kreacji w rolach komediowych i farsowych oraz dramatycznych, był też uznanym aktorem filmowym kina międzywojennego. Od 1918 zagrał prawie w 90 filmach. Były to role drugoplanowe, w których stworzył niezapomniane wybitne kreacje. Najczęściej wcielał się w postaci warszawskich proletariuszy, cwaniaków, andrusów, dozorców, woźnych.
Ponadto był autorem licznych monologów i skeczów, które wykonywał na scenie, oraz felietonów drukowanych w prasie codziennej. Komponował także pieśni.
Był dwukrotnie żonaty. Z Eugenią z Pożerskich (od 1910) a po zmianie wyznania na ewangelicko reformowane i rozwodzie poślubił w kościele ewangelicko-reformowanym w Warszawie aktorkę Haliną Szymborską (od 30 X 1922).
Władysław Walter spoczywa na cmentarzu Powązkowskim (kwatera R-6-10).

## Filmografia
- 1953 – Przygoda na Mariensztacie jako warszawiak
- 1952 – Załoga jako Jan, bosman na Darze Pomorza
- 1950 – Pierwszy start jako majster Stypuła
- 1948 – Ulica Graniczna jako dorożkarz Cieplikowski, ojciec Bronka
- 1939/1940 – Złota Maska – jako Nieczaj, ojciec Magdy
- 1939 – Bogurodzica
- 1935 – Miłość maturzystki
- 1935 – Nie miała baba kłopotu – jako Boczek
- 1935 – Panienka z poste restante – jako Dobrzyński
- 1934 – Przeor Kordecki – obrońca Częstochowy jako furtian brat Paweł
- 1934 – Pieśniarz Warszawy – jako duży Antoś
- 1934 – Kocha, lubi, szanuje – jako stangret Franciszek
- 1934 – Przebudzenie
- 1934 – Śluby ułańskie – jako dr Demol
- 1934 – Młody las – jako woźny
- 1934 – Parada rezerwistów – jako kelner, kapral
- 1933 – 10% dla mnie – jako Walery Grzybek
- 1933 – Pod Twoją obronę – jako sierżant mechanik
- 1932 – Ułani, ułani, chłopcy malowani – jako wachmistrz
- 1929 – Szlakiem hańby – jako jednooki
- 1929 – 9.25. Przygoda jednej nocy
- 1929 – Człowiek o błękitnej duszy – jako gospodarz domu
- 1929 – Z dnia na dzień
- 1929 – Pod banderą miłości – jako marynarz
- 1929 – Mocny człowiek – jako woźny teatralny
- 1928 – Przedwiośnie – jako Jędrek
- 1928 – Romans panny Opolskiej
- 1928 – Tajemnica starego rodu – jako wachmistrz
- 1927 – Mogiła nieznanego żołnierza – jako Ożóg ordynans kapitana Łazowskiego
- 1926 – O czym się nie myśli – jako knajpiarz
- 1924 – Miodowe miesiące z przeszkodami
- 1918 – Carska faworyta – jako car

## Spektakle teatralne (wybór)
- 1913 – Loteria, Teatr Nowoczesny
- 1914 – Oszukany Kadi, Teatr Nowoczesny
- 1914 – Warszawka i Krakusik, Teatr Mały
- 1915 – Generał huzarów, Teatr Nowości
- 1915 – Żydówka, Teatr Letni, Wilno
- 1915 – Baron Kimmel, Teatr Nowości
- 1916 – Królowa kinematografu, Teatr Nowości
- 1916 – Cnotliwa Zuzanna, Teatr Nowości
- 1916 – Zemsta nietoperza, Teatr Nowości
- 1916 – Trzy panny, Teatr Nowości
- 1917 – Robert i Bertrand, Teatr Nowości
- 1920 – Gri–gri, Teatr Nowości
- 1920 – Major ułanów, Teatr Nowości
- 1920 – Skowronek, Teatr Nowości
- 1921 – Róża Stambułu, Teatr Nowości
- 1921 – Kuzynek z Honolulu, Teatr Nowości
- 1922 – Nasi suwereni, Teatr Nowości
- 1921 – Papo, ja chcę Chińczyka, Qui Pro Quo
- 1924 – Ele mele dudki, Teatr „Stańczyk”
- 1927 – Nareszcie się bawimy, Teatr „Nietoperz”
- 1927 – Pojutrze pogoda, Teatr „Wodewil”
- 1931 – Halo, Malicka i Sawan, „Morskie Oko”
- 1932 – Kobiety mają szanse, „Wesołe Oko”
- 1937 – Wiktoria i jej huzar, Teatr „8.15”
- 1937 – Narzeczona zginęła, Teatr „8.15”
- 1938 – Dudek, „Wielka Rewia”
- 1938 – Dla ciebie Warszawo, „Wielka Rewia”
- 1939 – Szukamy gwiazd, „Wielka Rewia”